# ربه‌کا
ربه‌کا یا ریوکا (به‌معنی راستی و درستی) از شخصیت‌های سفر پیدایش در تنخ، همسر اسحاق و مادر عیسو و یعقوب است. ربه‌کا یکی از چهار شه‌مادر بنی اسرائیل است.

## در کتاب مقدس

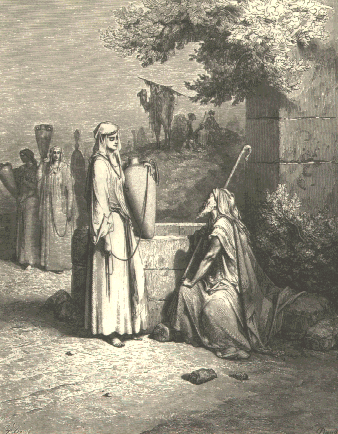
ربه‌کا و العاذر

ابراهیم قبل از اینکه اسحاق چهل ساله شود، خدمتکار خود العاذار را به بین‌النهرین فرستاد تا از خانواده برادرزاده‌اش بتوئیل همسری برای اسحاق پیدا کند و العاذار ربه‌کا، زنی آرامی را انتخاب کرد. اسحاق و ربه‌کا تا سال‌ها صاحب فرزندی نشدند و تصور می‌شد ربه‌کا نازاست اما اسحاق برای او دعا کرد و ربه‌کار باردار شد و دو پسر به نام‌های عیسو و یعقوب زایید. اسحاق در زمان تولد پسرانش ۶۰ ساله بود. اسحاق، عیسو را بیشتر دوست داشت و ربه‌کا یعقوب را. اسحاق بعد از مرگ پدرش به بئر لحی روی مهاجرت کرد. اما زمانی که آنجا درگیر قحطی شد، به سرزمین جرار در فلیسطیه کوچ کرد که پدرش زمانی آنجا زندگی کرده بود. آن سرزمین هنوز مانند دوران ابراهیم تحت سلطه ابیملک بود. مثل ابراهیم، اسحاق نیز به دروغ همسرش را خواهر خود معرفی کرد زیرا می‌ترسید مردان جرار برای تصاحب همسرش او را بکشند. اسحاق سپس به کار چاه‌کنی مشغول شد. او از چاه‌هایی که پدرش کنده بود بازدید کرد و دریافت اهل فلیسطیه بعد از ابراهیم روی چاه‌ها را پوشانده‌اند. او همه چاه‌ها را احیا کرد و در طول مسیر بئرشبع چاه‌های بیشتری حفر کرد و سرانجام پیمانی مشابه توافقنامه پدرش با ابیملک بست.
روایت بعدی از ربه‌کا به نیرنگ یعقوب به اسحاق ربط دارد. اسحاق که پیر و همچنین نابینا شده بود و نمی‌دانست مرگ چه روزی به سراغش خواهد آمد، عیسو را نزد خود خواند تا به او برکت دهد. به همین جهت، از عیسو خواست تا برایش آهویی شکار کند. عیسو به صحرا رفت اما ربه‌کا صحبت‌های آنان را شنید و به یعقوب گفت که خود را عیسو جا بزند. یعقوب پوست بزغاله را بر دست‌ها و گردن خود بست تا مانند عیسو پرمو شود سپس نزد اسحاق رفت و به او گفت «منم پسر بزرگ تو عیسو.» اسحاق فریب خورد و به اشتباه، پسر کوچک را برکت داد. پس از آن یعقوب وارث اسحاق شد و بر برادرش سروری یافت. چون عیسو بازگشت و متوجه شد برادرش برکت او را دزدیده و پدرش هم برکت دیگری ندارد، قصد مرگ یعقوب را کرد. ربه‌کا که از قصد پسر بزرگ خود آگاه شد، نزد یعقوب رفت و از او خواست به حران که برادر ربه‌کا آنجا زندگی می‌کرد، فرار کند. این آخرین ملاقات یعقوب و ربه‌کا در کتاب مقدس است.